# Pouillenay
Pouillenay är en kommun i departementet Côte-d'Or i regionen Bourgogne-Franche-Comté i östra Frankrike. Kommunen ligger i kantonen Venarey-les-Laumes som tillhör arrondissementet Montbard. År 2022 hade Pouillenay 589 invånare.

## Befolkningsutveckling
Antalet invånare i kommunen Pouillenay
Referens:INSEE